# Вуюкас, Ян
Ян Вуюкас (греч. Ίαν Βουγιούκας; родился 31 мая 1985 года в Лондоне, Великобритания) — греческий профессиональный баскетболист, играющий на позиции центрового. Вступает за баскетбольный клуб «Панатинаикос».

## Карьера

### Колледж
Вуюкас выступал за «Сент-Луис Билликенс» и из него попал в состав 10-и лучших игроков Атлантической конференции. Был 14-м в конференции по количеству набранных очков за игру (13,9) и шестым по подборам (7,4). Лучшим результатом за время выступлений за колледж стали 28 набранных очков в игре против команды «Дэйтон» (матч проходил 3 марта 2007 года), в которой было два овертайма, однако в итоге его клуб проиграл со счётом 65-64, 2007. Кроме того, в этой игре Вуюкас сделал 11 подборов.

### Клубная
Профессиональную карьеру игрок начал на родине, в Греции, в клубе «Арис Глифадас», ещё до своего отъезда в США, где он оставался до конца сезона 2006-07. После окончания колледжа присоединился к клубу Греческой Лиги «Ретимо», в котором провёл сезон 2007-08. В 2008 году перешёл в «большой» греческий клуб - «Олимпиакос».
В сезоне 2009-10 годов выступал в «Панеллиниосе». В 2010 году подписал двухлетний контракт с «Панатинаикосом», а сумма сделки составила €1,620,000.
В июле 2012 года Вуюкас подписал контракт с клубом УНИКС. Контракт был рассчитан на два года, а доход игрока составлял €2 млн.

### Международная
Вуюкас является игроком национальной сборной Греции. Выступал за юношеские и молодёжные сборные различных возрастов. С молодёжной командой принимал участие в Европейском первенстве 2001 года (до 16 лет), 2004 года (до 20 лет) и 2005 года (до 20 лет). Также со сборной завоевывал бронзовую медаль на Чемпионате мира 2003 года (до 19 лет) и серебряную на Чемпионате мира 2005 года (до 21 года).
С первой сборной Греции Вуюкас завоевал серебро на Средиземноморских играх 2009 года. Также в составе сборной принимал участие в Чемпионате мира 2010 года.

## Достижения

### Колледж
- Сборная Атлантической конференции (первая пятёрка) : 2006

### Клубная карьера
- Лучший молодой игрок чемпионата Греции : 2008
- Участник Матча всех звёзд чемпионата Греции (3) : 2010, 2011, 2018
- Победитель Евролиги : 2010/11
- Чемпион Греции : 2011, 2018
- Обладатель Кубка Греции : 2012
- Обладатель Кубка России : 2014
- Чемпион Литвы : 2016

### Сборная Греции
- Бронзовый призёр Чемпионата мира среди юношеских команд 2003 (до 19 лет)
- Серебряный призёр Чемпионата мира среди молодёжных команд 2005 (до 21 года)
- Серебряный призёр Средиземноморских игр 2009